# بیوه‌مرغ دم‌بادبزنی
بیوه‌مرغ دم‌بادبزنی (نام علمی: Euplectes axillaris) نام یک گونه از سرده جولاهای چندزنه است.